# Пфлуг, Август Фердинанд фон
Граф (с 1705) Август Фердинанд фон Пфлуг (нем. August Ferdinand von Pflugk; 1662, Дрезден — 1712) — саксонский государственный деятель, проводивший пророссийскую политику, андреевский кавалер (1703).

## Биография
Родился в 1662 году в Дрездене в старинной дворянской семье чешского происхождения. Сторонник Якоба Генриха фон Флемминга в его интригах против Вольфа Дитриха Бейхлинга. После ареста канцлера Бейхлинга и падения его партии (1703), обер-гофмаршал Пфлуг на протяжении ряда лет (1703—1706) фактически возглавлял польско-саксонскую внешнюю политику. Когда в 1706 году был создан саксонский Тайный совет, во главе которого стал фон Флемминг, Пфлуг по-прежнему оставался одним из наиболее влиятельных царедворцев Августа Сильного.
В 1703 году царь Пётр Первый наградил фон Пфлуга, как приближённого своего ключевого союзника, орден Андрея Первозванного. Пфлуг стал одиннадцатым кавалеров в истории ордена (девятым, если не считать генерала Чамберса и гетмана Мазепы, которые были его в дальнейшем лишены). Награда была вручена 19 октября 1704 года русским послом князем Г. И. Долгоруковым. Предполагается, что награждение состоялось по совету генерала Паткуля. Предполагается также, что, наряду с орденом, Пфлуг получил определённую «финансовую поддержку» от русского царя, что позволило ему в следующем году приобрести поместье Тифенау.
Пфлуг неоднократно выполнял наиболее деликатные поручения Августа Сильного, например, заботился о его внебрачном сыне от официальной фаворитки. Вместе с королём участвовал в битве при Калише. Уволенный в отставку в 1707 году по требованию Карла XII за свои симпатии к России после подписания мира со шведами, он отправился в Бельгию, чтобы принять участие в осаде Лилля. Однако, уже вскоре Пфлуг снова вернулся в Дрезден, где участвовал в переговорах с датским королём Фредериком IV. После Полтавской победы России над Швецией, положение фон Пфлуга при саксонском дворе ещё более укрепилось, однако состояние здоровье помешало ему в полной мере вернуть себе прежнее влияние.
Скончался фон Пфлуг в 1712 году.